# USS LST-882
O USS LST-882 foi um navio de guerra norte-americano da classe LST que operou durante a Segunda Guerra Mundial.